# Barbara Boxer

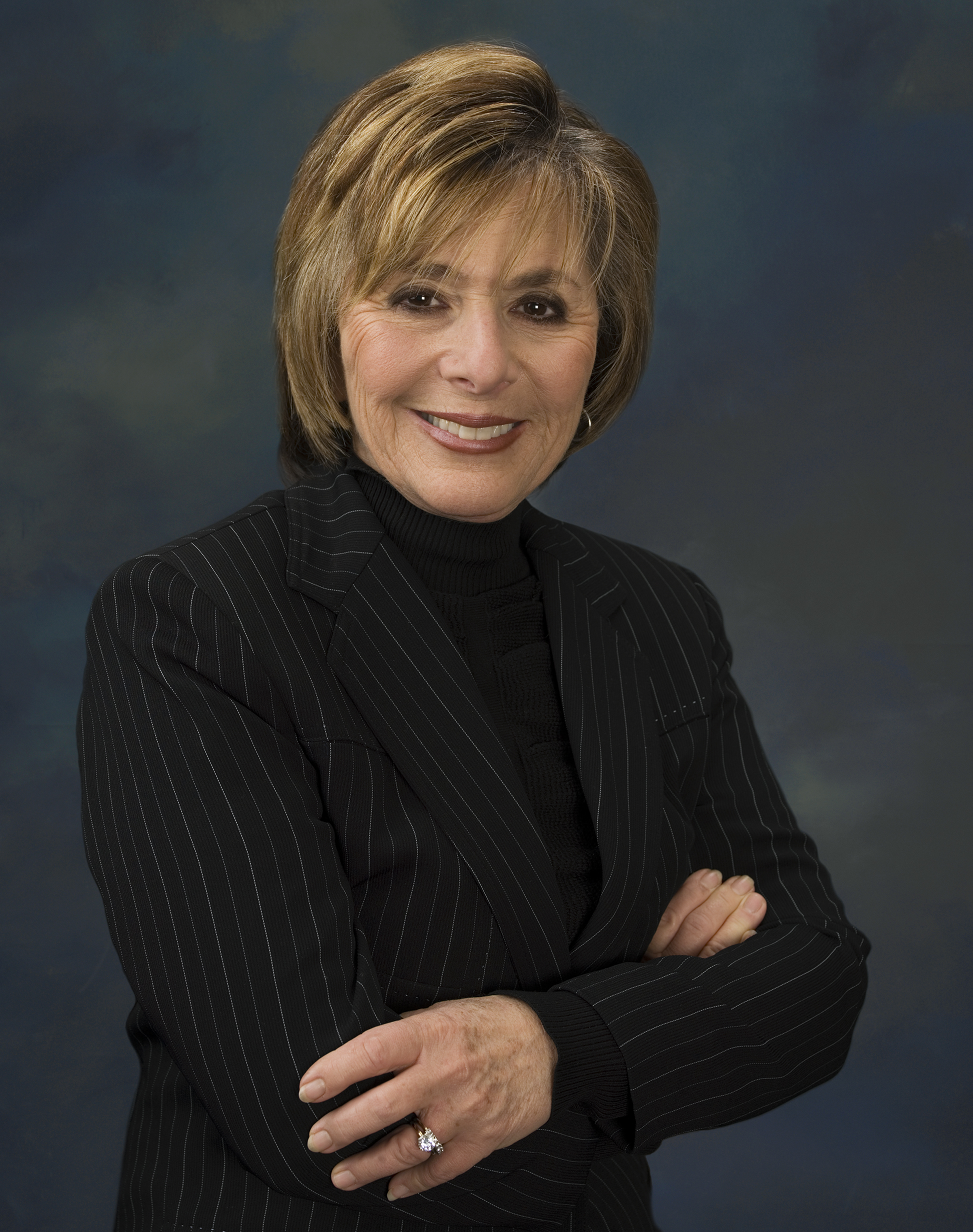
Barbara Boxer (2011)

Barbara Levy Boxer (* 11. November 1940 in Brooklyn, New York City) ist eine US-amerikanische Politikerin. Sie vertrat von 1993 bis 2017 den US-Bundesstaat Kalifornien im amerikanischen Senat. Am 3. Januar 2017 schied sie aus diesem Gremium aus, nachdem sie sich im Jahr 2016 nicht zur Wiederwahl gestellt hatte.
Geboren als Barbara Levy, war sie in ihren jungen Jahren zuerst Börsenhändlerin, dann Journalistin und Mitherausgeberin der Pacific Sun. Schließlich wechselte sie nach Kalifornien und engagierte sich dort bei den Demokraten, im Januar 1983 wurde sie als Kongressabgeordnete ins Repräsentantenhaus gewählt.
Ab 1993 war Barbara Boxer als Senatorin des Westküsten-Bundesstaats Kalifornien im US-Senat tätig, womit sie zuletzt den einen der drei Staaten mit zwei weiblichen Senatorinnen vertrat (gemeinsam mit Dianne Feinstein, daneben noch Jeanne Shaheen und Kelly Ayotte in New Hampshire sowie Patty Murray und Maria Cantwell in Washington). Sie galt als wichtige Vertreterin des linksliberalen Flügels der Demokraten im Senat und machte sich vor allem für Umwelt, Frauen-, Kinder- und Bürgerrechte (auch der Homosexuellen) sowie für Arbeit und Wirtschaft stark. Im Senat war sie von 2007 bis 2015 Vorsitzende des Committee on Environment and Public Works und des Ethikausschusses.
2002/2003 stimmte sie als eine der wenigen Senatoren gegen den Irakkrieg. 2005 stellte sie sich als einzige Senatorin an die Seite der Kongressabgeordneten Stephanie Tubbs Jones, um Einspruch gegen das Wahlergebnis in Ohio einzulegen. Ebenso war sie die einzige Senatorin, die harte Kritik an der designierten Außenministerin Condoleezza Rice in deren Anhörung vor dem Außenpolitischen Ausschuss übte. Bei der Wahl 2010 setzte sie sich gegen Carly Fiorina, ehemals CEO von Hewlett-Packard, mit 51,2 % durch.
Im Januar 2015 gab Boxer bekannt, bei den Senatswahlen des Jahres 2016 nicht mehr kandidieren zu wollen. Ihre Nachfolge trat die von Boxer im Wahlkampf favorisierte Kamala Harris an.
Boxer ist verheiratet und hat zwei erwachsene Kinder.